# علی‌بایرام‌لی (قزاق)
علی‌بایرام‌لی (به لاتین: Əli Bayramlı) یک منطقه مسکونی در جمهوری آذربایجان است که در شهرستان قزاق واقع شده است.